# Club Ferro Carril Oeste
Club Ferro Carril Oeste, zkráceně Ferro Carril Oeste či jen Ferro, je argentinský fotbalový klub se sídlem v Buenos Aires. Ferro Carril Oeste vyhrál 2 tituly v argentinské lize. Hraje na stadiónu Ricardo Etcheverri.

## Úspěchy
- Primera División (2): 1982 Nacional, 1984 Nacional